# جيري براين
جيري براين (بالإنجليزية: Jerry Brien)‏ هو لاعب دوري الرغبي أسترالي، ولد في 1900 في سيدني في أستراليا، وتوفي في 1962.